# Saint-Justin (Gers)
Saint-Justin település Franciaországban, Gers megyében. Lakosainak száma 132 fő (2022. január 1.). Saint-Justin Buzon, Monfaucon, Sauveterre, Marciac, Ricourt, Sembouès és Auriébat községekkel határos.

## Népesség
A település népessége az elmúlt években az alábbi módon változott:
| Lakosok száma | 188  | 168  | 145  | 156  | 140  | 136  | 130  | 127  | 126  | 132  |
|               | 1968 | 1982 | 1990 | 2006 | 2013 | 2015 | 2017 | 2019 | 2020 | 2022 |